# Beríngia
A Beríngia, também chamada Ponte Terrestre de Bering, foi uma porção de terra firme com aproximadamente 1 600 quilômetros de norte a sul na sua máxima extensão que juntou o Alasca e a Sibéria durante as glaciações. Se localizava onde, atualmente, se encontra o Estreito de Bering.

## Geografia
Tanto o Estreito de Bering como o Mar Chukchi a norte e o Mar de Bering a sul são mares de pequenas profundidades. Durante as glaciações, a água do mar concentra-se nas calotas polares e nas geleiras, fazendo baixar o nível do mar e expondo os fundos marinhos de pequenas profundidades. Outras pontes terrestres se formaram e desapareceram nos períodos interglaciais: há 14 mil anos, a Austrália esteve unida à Nova Guiné e à Tasmânia, e as Ilhas Britânicas estiveram ligadas à Europa.
A Ponte Terrestre de Bering foi importante porque permitiu a migração de seres humanos da Ásia para as Américas, assim como várias espécies de animais terrestres, incluindo leões e chitas, que evoluíram para espécies endémicas da América do Norte, actualmente extintas, e exportando camelídeos para a Ásia. À medida que o clima se altera, também as condições ambientais mudam, determinando que plantas e animais podem sobreviver – a massa de terra pode funcionar, tanto como uma ponte, como constituíndo uma barreira, uma vez que, em períodos menos frios, a chuva e os glaciares alteram o solo e a orografia.
Registos fósseis mostram que, na América do Norte, os abetos, bétulas e choupos já povoaram regiões a norte da sua zona de distribuição atual, indicando que essa região já foi mais quente que atualmente. As flutuações do nível do mar expuseram a Ponte Terrestre de Bering em vários períodos durante o período Pleistoceno, tanto na glaciação que ocorreu há 35 mil anos, como durante a mais recente, entre 22 mil e 7 000 anos. Há cerca de 6 000 anos, as linhas de costa da América e da Ásia tinham já assumido a sua configuração atual.

### Animação

Evolução da Beríngia.

## Imagens

### Fotos
|  |  |  |

## Referência
Pielou, E. C. 1992, After the Ice Age: The Return of Life to Glaciated North America.